# 上海交通大学七宝校区
31°08′51″N 121°21′19″E / 31.147505°N 121.35514°E
上海交通大学七宝校区是上海交通大学的一个校区，位于上海市闵行区七莘路2678号。该校区占地面积为328亩，位于七宝镇境内。
该校区原为上海农学院（现上海交通大学农业与生物学院）校园，1999年农学院并入上海交大，其校园遂成为上海交大七宝校区。由于农学院主体迁入上海交通大学闵行校区，七宝校区现作为上海交通大学技术学院校园。

## 古迹
- 斗姆阁：建于明朝初年，面积175平方米，晚清曾作南城隍戏楼。
- 四面厅：又名花厅，始建于宋朝。[3]